# Estádio Durval Ferreira Franco
Estádio Durval Ferreira Franco – stadion piłkarski, w Ipameri, Goiás, Brazylia, na którym swoje mecze rozgrywa klub Novo Horizonte Futebol Clube.